# ファイサル・アル＝ダヒル
ファイサル・アル＝ダヒル（فيصل الدخيل, Faisal Al-Dakhil, 1957年8月13日 - ）はクウェート出身の同国代表サッカー選手である。ポジションはフォワード。
1982 FIFAワールドカップに出場し、チェコスロバキア戦で得点を挙げた。このゴールがクウェート代表にとってのワールドカップ初ゴールになった。

## 所属クラブ
アル・カーディシーヤ・クウェート ?-?

## 代表歴
- クウェート代表
  - 1976 ガルフカップ
  - 1980 モスクワオリンピック
  - 1980 AFCアジアカップ1980
  - 1982 スペインW杯
  - 1986 ガルフカップ